# Орпана, Пекка
Пе́кка Э́йнари О́рпана (фин. Pekka Einari Orpana; род. Хельсинки, Финляндия) — финский дипломат, посол Финляндии в Японии (с 2018).

## Биография
Родился в Хельсинки, где окончил гимназию в районе Мюллюпуро.
Окончил юридический факультет Хельсинкского университета, где в 1979 году получил степень магистра в области права и с 1982 года поступил на службу в Министерство иностранных дел Финляндии.
Работал на различных должностях в дипломатических представительствах Финляндии: в почётном консульстве Финляндии в Марселе (1983—1984), в Аджире (1985—1988), в Лондоне (1988—1991), в Нью-Йорке при постоянном представительстве Финляндии при ООН (1994—1997), в Претории (1997—2001).
С 2002 по 2007 год работал в должности начальника департамента Центральной и Юго-Восточной Европы МИД Финляндии.
В 2007 году был назначен чрезвычайным и полномочным послом Финляндии в Перу.
С 2011 по 2015 год был в должности чрезвычайного и полномочного посла Финляндии в Сербии, а по окончании командировки работал советником по иностранным делам в канцелярии президента Финляндии, курируя вопросы международной энергетики и климата в Группе по общим вопросам и координации ЕС.
10 августа 2018 года кандидатура Орпаны была выдвинута президентом Финляндии Саули Ниинистё на должность чрезвычайного и полномочного посла Финляндии в Японии. Утверждён на должности Госсоветом с 1 сентября 2018 года.